# Stirellus fraterna
Stirellus fraterna är en insektsart som beskrevs av William Lucas Distant 1918. Stirellus fraterna ingår i släktet Stirellus och familjen dvärgstritar. Inga underarter finns listade i Catalogue of Life.